# Colinas de Ngong
Las colinas Ngong son picos en una cresta a lo largo del Gran Valle del Rift, ubicado cerca de Nairobi, en el sur de Kenia. La palabra "Ngong" es una anglicización de una frase masái "enkong'u emuny" que significa "manantial de rinocerontes", y este nombre deriva de un manantial ubicado cerca de la ciudad de Ngong. El punto más alto de las colinas se encuentra a 2460 m s. n. m.

Durante los años del dominio colonial británico, el área alrededor de las colinas de Ngong fue una importante región agrícola de colonos, y todavía se ven muchas casas coloniales tradicionales en el área. En la película de 1985 Memorias de África, los cuatro picos de las colinas de Ngong aparecen en el fondo de varias escenas cerca de la casa de Karen Blixen. Los residentes locales aún informaron haber visto leones en las colinas durante la década de 1990. La tumba de Denys Finch Hatton, marcada por un obelisco y un jardín, se encuentra en las laderas orientales de las colinas de Ngong, con vistas al parque nacional de Nairobi.[cita requerida]

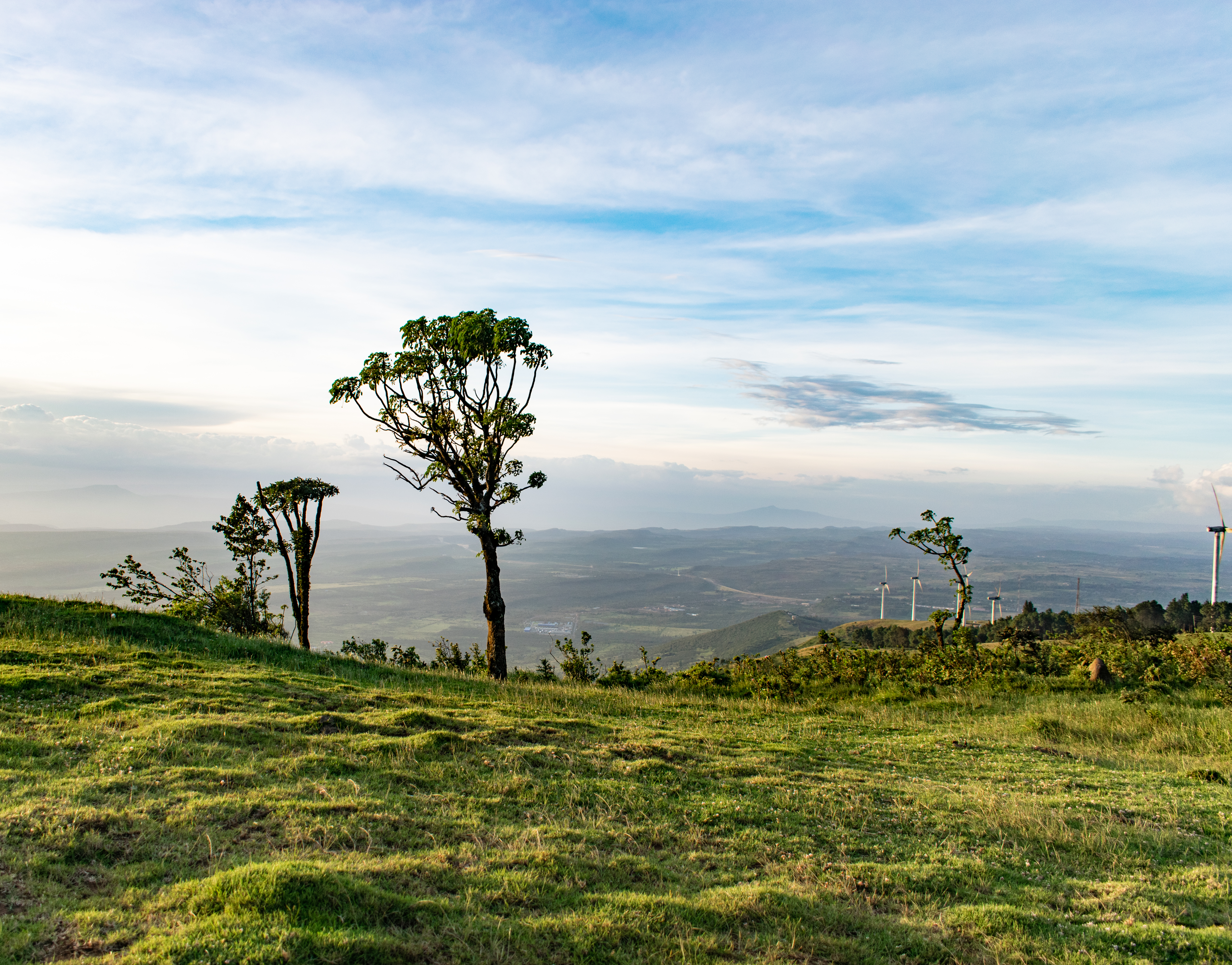
Vegetación y vistas desde las colinas, con el Parque eólico de Ngong Hills en segundo plano.

Hay un sendero para caminar a lo largo de las cimas de las colinas de Ngong. El Servicio Forestal de Kenia tiene un pequeño puesto al pie del parque. Existe una tarifa de 600 chelines kenianos para los visitantes, que llega a los 2600 si se contrata un guía/seguridad. Los residentes locales a veces han celebrado actos religiosos dominicales en el pico sur, con vista al Gran Valle del Rift.
El primer parque eólico del país, la central eólica de Ngong Hills, fue inaugurado en 1993 y ampliado en 2009 y 2015.
Bruce MacKenzie, Ministro de Agricultura de Kenia, murió cuando una bomba de relojería acoplada a su avión explotó mientras volaba sobre las colinas de Ngong en un vuelo desde Entebbe, Uganda, el 24 de mayo de 1978, después de que el presidente de Uganda, Idi Amin, ordenara asesinar a MacKenzie.